# Julio Borges
Julio Andrés Borges Junyent (Caracas, 22 ottobre 1969) è un politico e avvocato venezuelano.
È il coordinatore del partito Primero Justicia, da lui fondato nel 2000 con Henrique Capriles Radonski e Leopoldo Lopez.
Borges è stato deputato per lo Stato di Miranda dal 2000 al 2005 caratterizzandosi per la ferma opposizione al governo del presidente Hugo Chávez.
Borges ha poi partecipato alla corsa per le elezioni presidenziali in Venezuela del 2006, fin quando il 9 agosto si è ritirato appoggiando la candidatura di Manuel Rosales, il governatore dello Stato di Zulia.
Nella sua campagna promise di costruire la guida necessaria per rendere dignitoso il lavoro basato sul progresso di tutta la popolazione. Chiese ai venezuelani di rimanere fiduciosi: 
Nel 2017 ha ricevuto in rappresentanza dell'opposizione democratica in Venezuela il Premio Sakharov per la libertà di pensiero.